# کاستیبیسبال
کاستیبیسبال (به اسپانیایی: Castellbisbal) یک شهرستان در اسپانیا است که در استان بارسلون واقع شده‌است.

## خصوصیات
کاستیبیسبال ۳۱٫۲ کیلومترمربع مساحت و ۱۲٬۲۶۷ نفر جمعیت دارد و ۱۳۲ متر بالاتر از سطح دریا واقع شده‌است.